# Letni Puchar Juniorów w narciarstwie alpejskim kobiet 2024
Letni Puchar Juniorów w narciarstwie alpejskim kobiet w sezonie 2024 to kolejna edycja tej imprezy. Cykl rozpoczął się 24 maja 2024 r. w niemieckim Neudorf, natomiast ostatnie zmagania sezonu zorganizowano w dniach 13–15 września tego samego roku we włoskim Sauris. 
Obrończynią pucharu była Austriaczka Tina Hetfleisch. Tym razem najlepsza okazała się jej rodaczka Lara Teynor.

## Podium zawodów
| Lp.                                                                                 | Data             | Miejscowość                            | Konkurencja     | 1. miejsce        | 2. miejsce                        | 3. miejsce              |
| ----------------------------------------------------------------------------------- | ---------------- | -------------------------------------- | --------------- | ----------------- | --------------------------------- | ----------------------- |
| 1.                                                                                  | 24 maja 2024     | Neudorf                                | Supergigant     | Eliška Rejchrtová | Emma Eberhardt                    | Lara Teynor             |
| 2.                                                                                  | 25 maja 2024     | Neudorf                                | Slalom          | Eliška Rejchrtová | Lara Teynor                       | Tina Hetfleisch         |
| 3.                                                                                  | 26 maja 2024     | Neudorf                                | Gigant          | Lara Teynor       | Eliška Rejchrtová                 | Emma Eberhardt          |
| 4.                                                                                  | 7 czerwca 2024   | Vrinnevibacken Norrköping              | Slalom          | Lara Teynor       | Eliška Rejchrtová                 | Tina Hetfleisch         |
| 5.                                                                                  | 9 czerwca 2024   | Vrinnevibacken Norrköping              | Slalom          | Lara Teynor       | Emma Eberhardt                    | Tina Hetfleisch         |
| 6.                                                                                  | 14 czerwca 2024  | Schwarzenbach/St. Veit                 | Supergigant     | Emma Eberhardt    | Lara Teynor                       | Lenka Knorová           |
| 7.                                                                                  | 15 czerwca 2024  | Schwarzenbach/St. Veit                 | Gigant          | Lara Teynor       | Emma Eberhardt                    | Tina Hetfleisch         |
| 8.                                                                                  | 16 czerwca 2024  | Schwarzenbach/St. Veit                 | Slalom          | Lara Teynor       | Tina Hetfleisch                   | Aneta Koryntová         |
| 9.                                                                                  | 6 lipca 2024     | Jasenská Dolina                        | Slalom          | Emma Eberhardt    | Lara Teynor                       | Eliška Rejchrtová       |
| 10.                                                                                 | 7 lipca 2024     | Jasenská Dolina                        | Gigant          | Emma Eberhardt    | Tina Hetfleisch                   | Aneta Koryntová         |
| Letnie Mistrzostwa Świata Juniorów w Narciarstwie Alpejskim 2024 (24–27 lipca 2024) |                  |                                        |                 |                   |                                   |                         |
| 11.                                                                                 | 24 lipca 2024    | Orlické Záhoří                         | Supergigant     | Nicole Mastalli   | Eliška Rejchrtová Aneta Koryntová | —                       |
| 12.                                                                                 | 25 lipca 2024    | Orlické Záhoří                         | Superkombinacja | Eliška Rejchrtová | Aneta Koryntová                   | Lenka Knorová           |
| 13.                                                                                 | 26 lipca 2024    | Orlické Záhoří                         | Slalom          | Eliška Rejchrtová | Aneta Koryntová                   | Lara Teynor             |
| 14.                                                                                 | 27 lipca 2024    | Orlické Záhoří                         | Gigant          | Emma Eberhardt    | Lara Teynor                       | Eliška Rejchrtová       |
| 15.                                                                                 | 24 sierpnia 2024 | Tambre (BL)                            | Supergigant     | Aneta Koryntová   | Nicole Mastalli                   | Sára Stloukalová        |
| 16.                                                                                 | 31 sierpnia 2024 | Pellegrino Parmense-Salsomaggiore (PR) | Gigant          | Emma Eberhardt    | Lara Teynor                       | Tina Hetfleisch         |
| 17.                                                                                 | 1 września 2024  | Pellegrino Parmense-Salsomaggiore (PR) | Slalom          | Lara Teynor       | Tina Hetfleisch                   | Gaia Cassone            |
| 18.                                                                                 | 13 września 2024 | Sauris (UD)                            | Gigant          | Lara Teynor       | Eliška Rejchrtová                 | Emma Eberhardt          |
| 19.                                                                                 | 14 września 2024 | Sauris (UD)                            | Slalom          | Emma Eberhardt    | Tina Hetfleisch                   | Lara Teynor             |
| 20.                                                                                 | 15 września 2024 | Sauris (UD)                            | Supergigant     | Eliška Rejchrtová | Nicole Mastalli                   | Lisa Anastasia Lucchese |

## Klasyfikacje
| Lp. | Zawodniczka             | Punkty |
| --- | ----------------------- | ------ |
| 1.  | Lara Teynor             | 1479   |
| 2.  | Emma Eberhardt          | 1194   |
| 3.  | Eliška Rejchrtová       | 1176   |
| 4.  | Tina Hetfleisch         | 1064   |
| 5.  | Aneta Koryntová         | 846    |
| 6.  | Lisa Anastasia Lucchese | 654    |
| 7.  | Noemi Oettl             | 533    |
| 8.  | Lenka Knorová           | 508    |
| 9.  | Nicole Mastalli         | 459    |
| 10. | Gaia Cassone            | 457    |

| Lp. | Zawodniczka             | Punkty |
| --- | ----------------------- | ------ |
| 1.  | Lara Teynor             | 680    |
| 2.  | Tina Hetfleisch         | 520    |
| 3.  | Eliška Rejchrtová       | 440    |
| 4.  | Emma Eberhardt          | 375    |
| 5.  | Aneta Koryntová         | 315    |
| 6.  | Lisa Anastasia Lucchese | 284    |
| 7.  | Noemi Oettl             | 240    |
| 8.  | Gaia Cassone            | 181    |
| 9.  | Lenka Knorová           | 136    |
| 10. | Federica Libardi        | 87     |

| Lp. | Zawodniczka             | Punkty |
| --- | ----------------------- | ------ |
| 1.  | Lara Teynor             | 505    |
| 2.  | Emma Eberhardt          | 500    |
| 3.  | Eliška Rejchrtová       | 320    |
| 4.  | Tina Hetfleisch         | 300    |
| 5.  | Noemi Oettl             | 197    |
| 6.  | Aneta Koryntová         | 186    |
| 7.  | Lisa Anastasia Lucchese | 182    |
| 8.  | Gaia Cassone            | 176    |
| 9.  | Simone Gschaider        | 138    |
| 10. | Lenka Knorová           | 116    |

| Lp. | Zawodniczka             | Punkty |
| --- | ----------------------- | ------ |
| 1.  | Nicole Mastalli         | 355    |
| 2.  | Eliška Rejchrtová       | 316    |
| 3.  | Emma Eberhardt          | 274    |
| 4.  | Aneta Koryntová         | 265    |
| 5.  | Lara Teynor             | 244    |
| 6.  | Tina Hetfleisch         | 204    |
| 7.  | Lenka Knorová           | 196    |
| 8.  | Lisa Anastasia Lucchese | 168    |
| 9.  | Tatiana Suchá           | 102    |
| 10. | Simone Gschaider        | 102    |

| Lp. | Zawodniczka         | Punkty |
| --- | ------------------- | ------ |
| 1.  | Eliška Rejchrtová   | 100    |
| 2.  | Aneta Koryntová     | 80     |
| 3.  | Lenka Knorová       | 60     |
| 4.  | Lara Teynor         | 50     |
| 5.  | Emma Eberhardt      | 45     |
| 6.  | Tina Hetfleisch     | 40     |
| 7.  | Anna Ježová         | 36     |
| 8.  | Nicole Mastalli     | 32     |
| 9.  | Johanna Wiesehütter | 29     |
| 9.  | Tatiana Suchá       | 29     |